# Špendlikářka
Špendlikářka (Štočkovská) je zaniklá usedlost v Praze 10-Vršovicích, která stála v jižní části Heroldových sadů u Vršovického náměstí.

## Historie
Existence vinice a usedlosti je doložena nejméně od poloviny 17. století a původně byla nazývána podle rodiny Štočků z Fridenfelsu. Měla rozlohu 11 strychů a patřil k ní lis. Během třicetileté války zpustla a neobdělávána zůstala i po jejím skončení. Od roku 1673 patřila vlastníkovi domu Platýz v Praze, kterým byl Jan hrabě ze Šternberka.
Špendlikářka se jí říkalo od 30. let 19. století, kdy v ní vznikl hostinec se zahradou. Roku 1842 koupil vedlejší pozemky Jindřich Rangheri z Lombardie, který na nich založil morušový sad a postavil továrnu na výrobu hedvábí (Rangherka, později přestavěná na novorenezanční zámeček). V roce 1885 byl ve Špendlikářce provozován zahradní hostinec, majitel domu se jmenoval Alois Urban a nemovitost byla uváděna jako č. 15 na Palackého třídě (dnes Moskevská). Hostinská zahrada byla zrušena a připojena k sadu a obytná budova se stala majetkem obce. Obec v přízemí hostinec ponechala a patro se pronajímalo.
Budova byla zbořena na počátku 20. století. V roce 1905 již byla vykazována jako zbořené č. 15 na tehdejším Komenského náměstí (dnes Vršovické náměstí).